# Мир научной фантастики
«Мир научной фантастики» (кит. трад. 科幻世界) — основанный в 1979 году китайский ежемесячный научно-фантастический журнал. Главный офис находится в Чэнду, Сычуань. «Мир научной фантастики» доминирует на рынке китайских научно-фантастических журналов. Одно время, по утверждению журнала, продавалось 300 000 экземпляров каждого номера. Считая, что каждую экземпляр читали в среднем 3—5 человек, общая аудитория журнала составляла не менее миллиона читателей, что делало его самым популярным в мире научно-фантастическим периодическим изданием.

## История и профиль
Журнал основан в 1979 году под названием «Научная литература». В августе 2007 редактор «Мира научной фантастики» Ян Сяо организовала в Чэнду Международный фестиваль научной фантастики и фэнтези, крупнейшее событие такого рода, когда-либо проводившееся в Китае.  По оценкам, около 4000 китайских любителей фантастики посетили четырёхдневный фестиваль.

## Смена редактора
В марте 2010, персонал журнала опубликовал открытое письмо, содержащее резкую критику в адрес нового редактора Ли Чанга. По словам авторов письма, Ли Чанг отменил контракты с писателями и требовал, чтобы редакторы сами писали научную фантастику вместо того, чтобы покупать их у писателей. Он также требовал, чтобы редакторы иностранного отдела сами переводили иностранную фантастику вместо покупки профессиональных переводов, а арт-редакторы сами создавали иллюстрации вместо того, чтобы нанимать профессиональных иллюстраторов. Изображения на обложке журнала он заменил рекламой школы. Всё это привело к резкому снижению тиража примерно до 130 000 экземпляров. Расследования, которые провела «Китайская молодёжная газета» и другие, подтвердили обвинения. 4 апреля Синьхуа сообщило об увольнении Ли Чанга. Проблема была решена, и заместителем директора журнала был назначен Яо Хайцзюнь.